# 美甘宿
美甘宿（みかもじゅく）は、現在の岡山県真庭市に置かれた、出雲街道の宿場。
真庭市美甘（旧真庭郡美甘村）は古代宇南寺を中心にして開け、中世の頃から戦乱期にかけて美甘神社と麓城を中心としながら集落ができたとのこと。宿場の形成は、津山藩が承応元年（1652年）から3年間かけてつくりあげたと言われている。美甘神社前の河原町から、上町、中町、下町へと、約240mの間に家が並び、かつての宿場のなごりを見ることができる。現在の道幅6.4ｍは昔のままであるという。南の新庄川と北の国道181号にはさまれ、東西に続く建物はかなり変化していても、かつて繁栄した宿場は山あいに静かなたたずまいをとどめる。